# Malcolm Clarke
Pour les articles homonymes, voir Clarke.
Malcolm Clarke est un réalisateur, scénariste et producteur anglais.
Clarke et son compatriote le producteur Nicholas Reed (en) ont reçu un Academy Award du meilleur documentaire dans la catégorie court métrage pour le film La Dame du 6 en 2013. Clarke a également remporté l'Oscar dans cette même catégorie à la 61e cérémonie des Oscars pour You Don't Have to Die et a été nommé en 2002 pour Prisoner of Paradise dans la catégorie du meilleur long métrage documentaire.

## Filmographie

### Comme réalisateur
- 1981 : Myths Behind the Miracle  (documentaire pour la télévision)
- 1983 : An American Journey  (documentaire pour la télévision)
- 1983 : Peace on Borrowed Time  (téléfilm)
- 1984 : Being Homosexual  (documentaire pour la télévision)
- 1985 : Soldiers in Hiding  (documentaire)
- 1987 : I Vigilante  (documentaire)
- 1988 : Do the Guilty Go Free?  (documentaire)
- 1988 : You Don't Have to Die  (court documentaire)
- 1990 : Guns: A Day in the Death of America  (documentaire pour la télévision)
- 1992 : Surviving Salvation  (court documentaire)
- 1995 : Les Démons du passé (Voices)
- 2002 : Prisoner of Paradise  (documentaire)
- 2003 : Chasing Holden
- 2013 : La Dame du 6 (The Lady in Number 6: Music Saved My Life) (court documentaire)
- 2014 : The Oscar Nominated Short Films 2014: (documentaire) , segment The Lady In Number 6 (court documentaire)